# تئو رازینگ
تئو رازینگ (انگلیسی: Theo Rasing؛ زادهٔ ۲۶ مهٔ ۱۹۵۳) دانشمند در زمینه اهل پادشاهی هلند است.
وی همچنین برندهٔ جوایزی همچون جایزه اسپینوزا شده‌است.